# Плотников, Павел Игоревич
Павел Игоревич Плотников (4 ноября 1947 года, Сталинабад) — советский и российский математик, преподаватель, член-корреспондент РАН, лауреат премии имени М. А. Лаврентьева.

## Биография
Родился 4 ноября 1947 года в Душанбе (тогда — Сталинабад).

В 1970 году окончил Новосибирский университет. 

После окончания университета начал работать в Сибирском отделении АН СССР: стажер-исследователь, младший, старший научный сотрудник, зав. лабораторией математического моделирования фазовых переходов Института гидродинамики СО АН СССР (сейчас — Институт гидродинамики имени М. А. Лаврентьева СО РАН).

С 1971 года преподавал в Новосибирском университете, затем стал заведующим кафедрой прикладной математики.
В 1987 году защитил докторскую диссертацию.
Член-корреспондент АН СССР (1990).

Работы в области: теория дифференциальных уравнений с частными производными и её приложения в механике сплошных сред.

Член редколлегии «Сибирского математического журнала».

## Награды
Премия имени М. А. Лаврентьева (1995) — за цикл работ «Математические задачи теории волновых движений идеальной жидкости»